# Candidatura Democràtica Gallega
Candidatura Democràtica Gallega (CDG) (Candidatura Democrática Galega en gallec) va ser una candidatura pel Senat d'Espanya per les províncies gallegues, excepte Lugo, per les eleccions generals espanyoles celebrades el 15 de juny de 1977, les primeres després de la mort de Franco.
Candidatura Democràtica Gallega agrupava a diverses personalitats del centre-esquerra galleguista i rebia el suport de PSOE (qui només es va presentar en solitari a Lugo, on no va haver-hi candidatura de CDG). Van resultar escollits tres senadors, Manuel Iglesias Corral (per A Coruña), Valentín Paz Andrade (per Pontevedra) i Celso Montero Rodríguez (per Ourense). Celso Montero es va integrar en el grup parlamentari del PSOE, mentre que Paz Andrade i Iglesias van passar al Grup Mixt (Manuel Iglesias es va integrar en el grup parlamentari de Unió de Centre Democràtic a l'agost de 1978).
La coalició es va mantenir a les eleccions de 1979, però dels tres senadors escollits per CDG en 1977, només Paz Andrade s'hi va mantenir fidel (Montero i Iglesias van ser reelegits el primer pel PSOE i el segon per la UCD). CDG només va presentar candidatura a Pontevedra, amb Paz Andrade com el candidat més votat de la coalició però sense aconseguir sortir escollit. La resta de candidats van ser Nicanor Ocampo i Maximino Sanmartín.